# 纤维化
纤维化（英語：fibration）是指正常器官或组织因受到超出自身修复能力的损伤后，受损处转化为由成纤维细胞与含有胶原蛋白、纤连蛋白的细胞外基质构成的纤维化组织的过程
。
在器官受到较轻微损伤时，组织中的成纤维细胞会参与修复过程，分泌细胞外基质并促进伤口收缩。之后，受损部位很快会被再生的正常组织替代。但是，在器官或组织受到严重损伤之后，成纤维细胞会分泌过量的细胞外基质，加之机体自身的再生能力无法完全修复损伤，造成受损部位最终被纤维化组织替代、最终损害器官的形态与功能异常。免疫系统尚未发育完全的胎儿能在器官或组织受损后，能进行不产生疤痕组织的修复。因此，慢性炎症可能是导致组织纤维化的决定性因素。
据统计，在工业化国家中，45%的死亡都与纤维化造成的疾病有关。

## 病因
纤维化主要与肝硬化、肝炎、非酒精性脂肪性肝炎、慢性肾脏病、心肌梗塞、心脏衰竭、特发性肺纤维化、糖尿病，以及硬皮病等疾病有关。

## 治疗
截至2020年，尚无得到监管机构批准的药物可以避免或逆转纤维化过程。部分药物（如治疗特发性肺纤维化的尼达尼布）具有部分抑制、减缓纤维化过程的效果。以代谢过程为靶点的药物可能具有较好的抗纤维化作用，一些开发中的药物即以TGF-β、以及细胞外基质积累过程作为靶点。

## 流行病学
纤维化是一种常见的疾病，全球范围内每4人中就有1人罹患纤维化。而在工业化国家中，45%的死亡都与纤维化造成的疾病有关。依据一篇2020年的文章的整理推算，纤维化的主要发病器官依次是（每10万人口每年）：肝脏（3,400人）、肾脏（1,213人）、心脏（332人）、肺（17.4人）、皮肤或系统性纤维化（5.6人）。

## 纤维化相关疾病
- （肺，胰腺）囊肿性纤维化或囊性纤维化（Cystic fibrosis）
- 心内膜纤维化（Endomyocardial fibrosis）
- 肝纤维化（肝硬化）（Cirrhosis）
- 特发性肺纤维化（Idiopathic pulmonary fibrosis）
- 間質性肺病（Diffuse parenchymal lung disease）
- 纵隔纤维化（Mediastinal fibrosis）
- 腹膜纤维化（Retroperitoneal fibrosis）
- 尘肺病（Pneumoconiosis）
- 肿瘤纤维化（Neoplastic fibrosis）
- 脾脏纤维化（镰状细胞贫血的并发症）（Sickle-cell anemia）